# Vsetín
Vsetín (německy Wsetin) je město ve Zlínském kraji, okrese Vsetín, na Valašsku na řece Vsetínská Bečva, 27 km severovýchodně od Zlína a 60 km jihovýchodně od Olomouce. Žije zde přibližně 25 tisíc obyvatel a je tak po Zlíně a Kroměříži co do počtu obyvatel třetím největším městem Zlínského kraje.

## Název
Původní podoba místního jména byla Sětín a to bylo odvozeno od osobního jména Sěta, což byla domácká podoba některého z jmen Sětolub, Sětoslav, Sětorad a podobných. Místní jméno tedy původně označovalo „Sětův majetek”. Počáteční V- pochází ze spojení jména osady s předložkou v (v Sětíně).
Novodobý název se v místní neformální mluvě pojí s předložkou na: na Vsetíně / na Vsetín, zatímco jinde a při formálním vyjadřování převažují předložky v / do: ve Vsetíně / do Vsetína.

## Historie

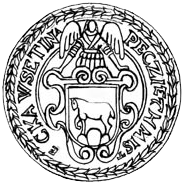
Pečeť města Vsetín

### Nejstarší historie
První zmínky o Vsetínu pochází z let 1297–1308 a popisují městečko Setteinz v údolí řeky Vsetínské Bečvy, s mlýnem a kostelem. Roku 1308 byl řádem templářských rytířů pronajat Vokovi z Kravař. Rozhodující vliv na vývoj města měla kolonizace ve 13. a 14. století. V 16. století se na území Vsetínska rozšířil chov koz, z nedalekého Slovenska. Chov koz byl postupně nahrazen chovem ovcí. Tuto činnost vykonávala především čeleď, nazývaná valaši. Tento název se později vžil jako obecné označení obyvatel regionu. V polovině 15. století byla na pravém břehu řeky Vsetínské Bečvy, v lokalitě dnešního Horního náměstí, vystavěna tvrz, jež byla v 17. století přestavěna na zámek.

### Rekatolizace a třicetiletá válka
Roku 1609 vyženil vsetínské panství Albrecht z Valdštejna, pozdější císařský vojevůdce. Na Vsetínsko povolal jezuity, za účelem rekatolizace místního obyvatelstva. Náboženský a s ním spojený hospodářský útlak vedly až k několika vlnám odporu obyvatelstva, tzv. Valašského povstání, na pozadí třicetileté války. Vzpoury vyvrcholily pro Valachy prohranou bitvou u Vsetína před branami města 26. ledna 1644 a následnou popravou asi dvou set vzbouřenců na zdejším vrchu Šibeník, což byla jedna z nejmasovějších poprav v národní historii. Rebelie evangelíků pokračovaly i později, definitivní uklidnění přinesl až toleranční patent z roku 1781. V průběhu třicetileté války se Vsetín rozšířil z Horního města i na levý břeh řeky Bečvy.
Roku 1663 poplenil Vsetín turecko-tatarský vpád. Neznámý vsetínský kronikář napsal: „Roku 1663, dne 6. Oktobra vpadl Turek na Vsetín a pozajímal lidu mladého sebú mnoho a zmordoval selského lidu 676 osob nad Hovězím na Provazném a nocoval s táborem svým v panském dvoře.“
Roku 1708 během povstání v Uhrách Vsetín přepadli a vypálili uherští kuruci.

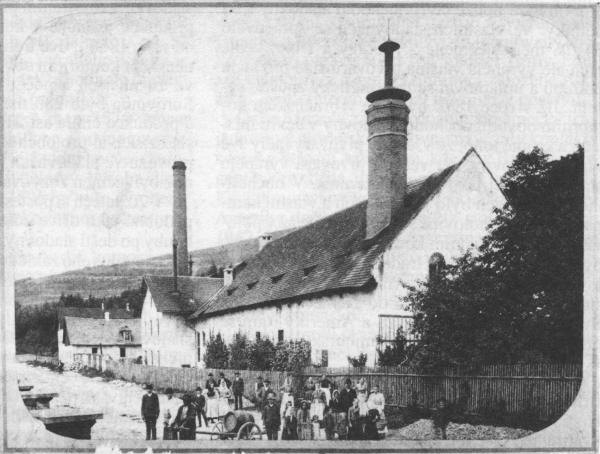
Městský pivovar v roce 1885

### Průmyslové období
V první polovině 19. století bylo město ovlivněno technickou revolucí. K prvním továrnám patřily cukrovar, parní pily, továrna na sirky, roku 1868 byly založeny sklárny. Nejvýznamnějšími podniky konce 19. století však byly továrny na výrobu nábytku bratří Thonetů a Jakuba a Josefa Kohna. Na konci 19. a na začátku 20. století bylo město napojeno na železnici, začala stavba městské elektrárny, nemocnice, škol a dalších veřejných zařízení. V roce 1909 se město stalo městem okresním.
V roce 1919 otevřel místní občan Josef Sousedík v budově bývalé pily stavitele Londina ve Vsetíně-Trávníkách novou provozovnu na výrobu elektrických strojů „Závod na výrobu elektrických strojů pro stejnosměrný proud, Josef Sousedík – Vsetín“. V roce 1921 změnil název své firmy na „Elektrotechnická továrna – Josef Sousedík, Vsetín – Morava“. Po světové válce byla firma znárodněna a nesla název MEZ Vsetín s.p., od roku 2011 TES Vsetín s.r.o.
Město postihla hospodářská krize ve 30. letech 20. století, jejíž dopad zmírnilo až založení závodu Zbrojovka Vsetín v roce 1937. Díky této továrně došlo ke zdvojnásobení počtu obyvatel Vsetína během první poloviny 40. let 20. století, neboť kvůli zbrojnímu průmyslu se do města přistěhovaly početné skupiny dělníků z Brna. Po válce se naplno projevily problémy způsobené rychlým nárůstem počtu obyvatel: nedostatek bytů a zařízení občanské vybavenosti. Město se v té době orientovalo na těžký průmysl. Do roku 2003 byl sídlem okresního úřadu.

## Obecní správa a politika

### Části města
Vsetín se člení na tři části ležící na třech katastrálních územích:
- k. ú. Vsetín – část Vsetín (včetně Semetína)
- k. ú. Jasenka – část Horní Jasenka
- k. ú. Rokytnice u Vsetína – část Rokytnice

Dříve byly součástí Vsetína také dnes samostatné obce Janová, Lhota u Vsetína a Ústí.

### Politika
V komunálních volbách v roce 2018 získala nejvíce mandátů (5) KDU-ČSL. Na ustavujícím zasedání zastupitelstva 5. listopadu 2018 byl starostou zvolen lídr lidovců Jiří Růžička.

### Starostové
- Václav Raušer (1850–1861)
- Jan Kratochvíl (1861–1864)
- Josef Bubela (1870–1877)
- Karel Pokorný (1877–1880)
- František Krupa (1880–1895)
- Josef Černocký (1895–1919)[11]
- Rudolf Šarman (ČSSD) (1919–1923)
- Josef Bubela (Národní demokraté) (1923–1927)
- Josef Sousedík (Občanská strana) (1927–1930; 1931–1938 – mezi těmito lety vedl město vládní komisař Josef Reiss z důvodu rozpuštění zastupitelstva)
- Václav Misárek (KSČ) (1938–1942)[12]

..
- Jaromír Kudlík (ODS) (1990–1994)
- Zdeněk Novosad (ODS) (1994–1998)
- Jiří Čunek (KDU-ČSL) (1998–2007)
- Květoslava Othová (KDU-ČSL) (2007–2010)
- Iveta Táborská (ODS) (2010–2014)
- Jiří Čunek (KDU-ČSL) (2014–2017)
- Jiří Růžička (KDU-ČSL) (2017–2022)
- Jiří Čunek (KDU-ČSL) (2022–dosud)

## Demografie
Počet obyvatel je uváděn podle sčítání lidu v aktuálním vymezení města. V 90. letech 20. století se od Vsetína odtrhly Janová, Ústí a Lhota u Vsetína.

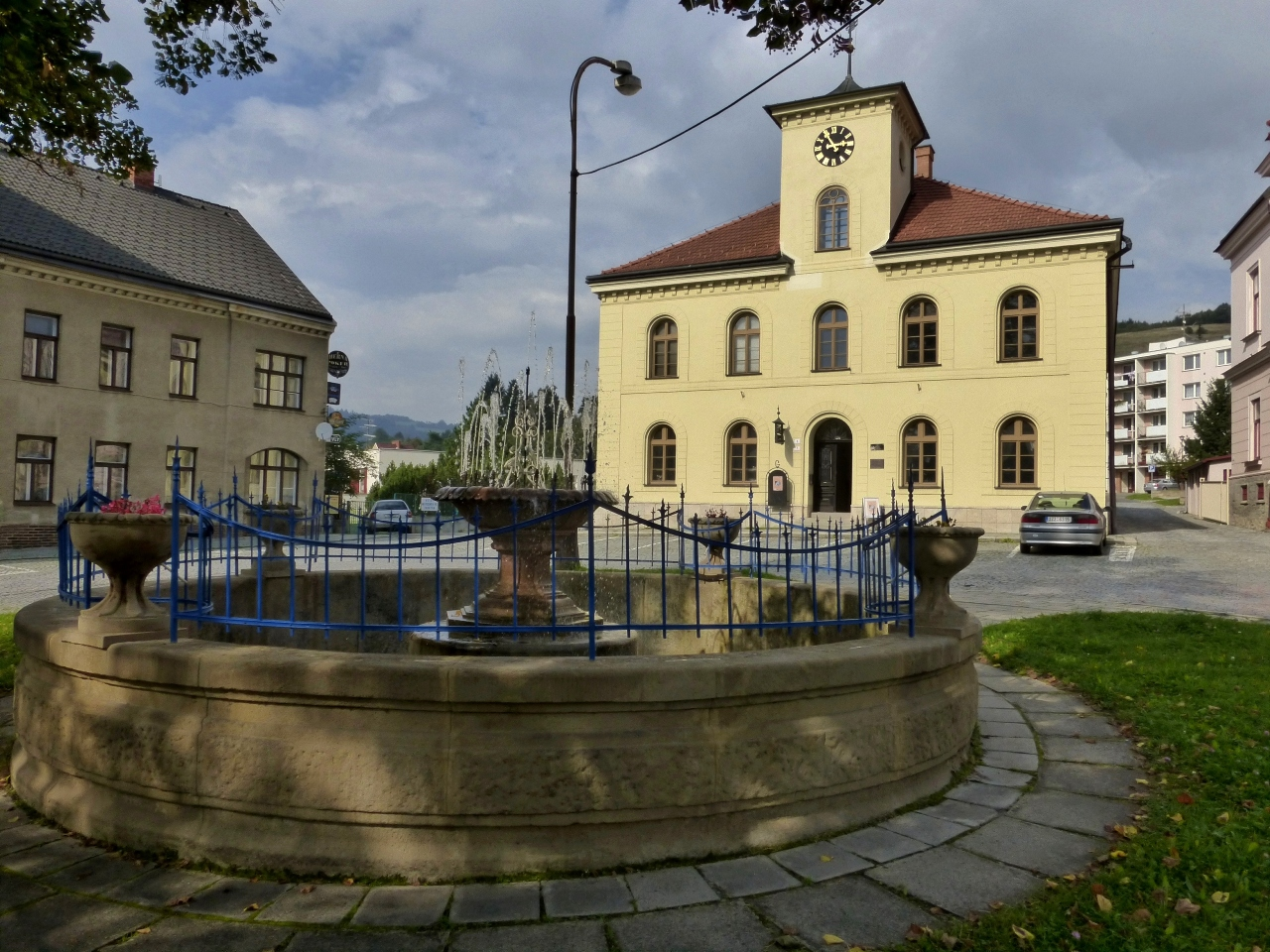
Horní náměstí se starou radnicí

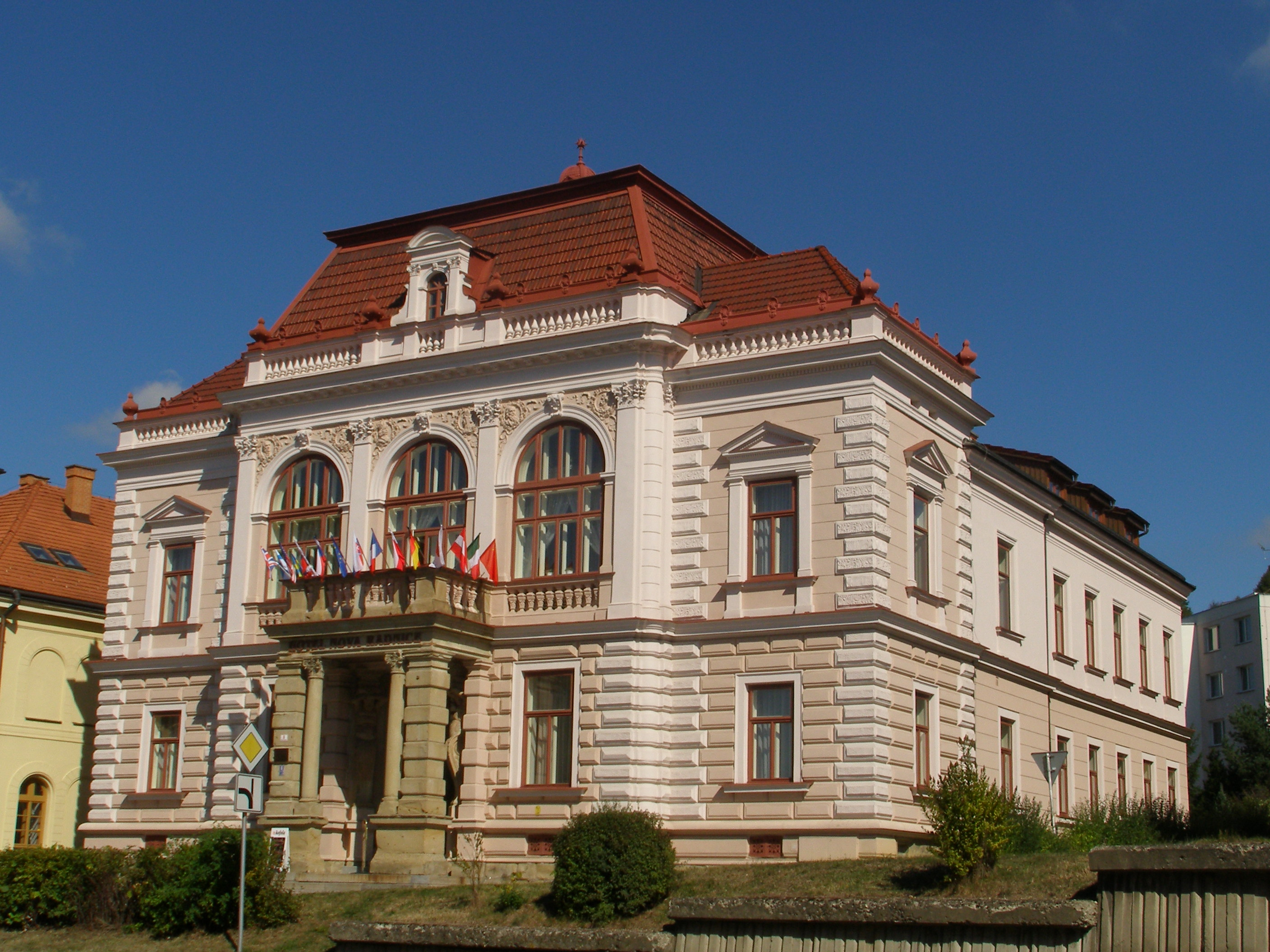
Nová radnice

| Rok            | 1869  | 1880  | 1890  | 1900  | 1910   | 1921  | 1930  | 1950   | 1960   | 1971   | 1981   | 1991   | 2001   | 2011   | 2021   |
| -------------- | ----- | ----- | ----- | ----- | ------ | ----- | ----- | ------ | ------ | ------ | ------ | ------ | ------ | ------ | ------ |
| Počet obyvatel | 5 107 | 6 061 | 7 869 | 8 869 | 10 123 | 9 382 | 9 727 | 16 625 | 18 213 | 22 108 | 27 932 | 29 661 | 29 190 | 26 638 | 24 958 |

### Struktura populace

Věková struktura obyvatel obce Vsetín roku 2011
Rodinný stav obyvatel obce Vsetín roku 2011
Vzdělání obyvatel obce Vsetín roku 2011

## Pamětihodnosti
- Vsetínský zámek

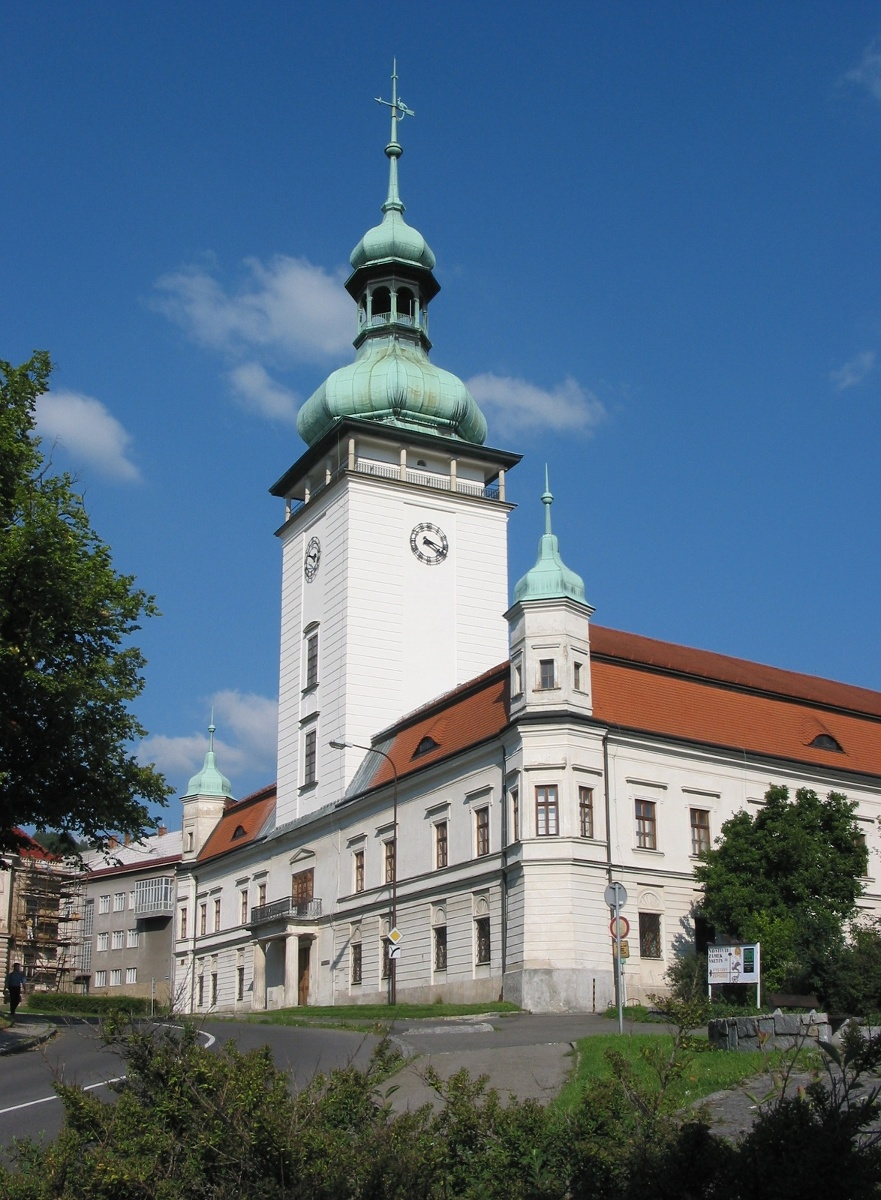
Vsetínský zámek

- Římskokatolický kostel Nanebevzetí P. Marie
- Maštaliska – tzv. bývalý Panský dům z roku 1710
- Stará radnice (1720–1721)
- Nová radnice
- Barokní kamenná socha Neposkvrněného početí P. Marie na Horním náměstí
- Evangelický kostel Dolního sboru z roku 1782
- Evangelický kostel Horního sboru z roku 1827
- Kamenný kříž z roku 1775 na Dolním náměstí
- Nemocniční kaple svaté Růženy z Limy
- Obnovený pomník prezidenta Masaryka
- Pomník na místě, kde byla nacisty vypálena synagoga (díky iniciativě Ericha Kulky)
- Židovský hřbitov se jmény obětí holokaustu na pamětní desce.
- Meteorologický sloup z roku 1925 s prvky art deco, po přemístění nyní v parku před sokolovnou.[15]

## Sport

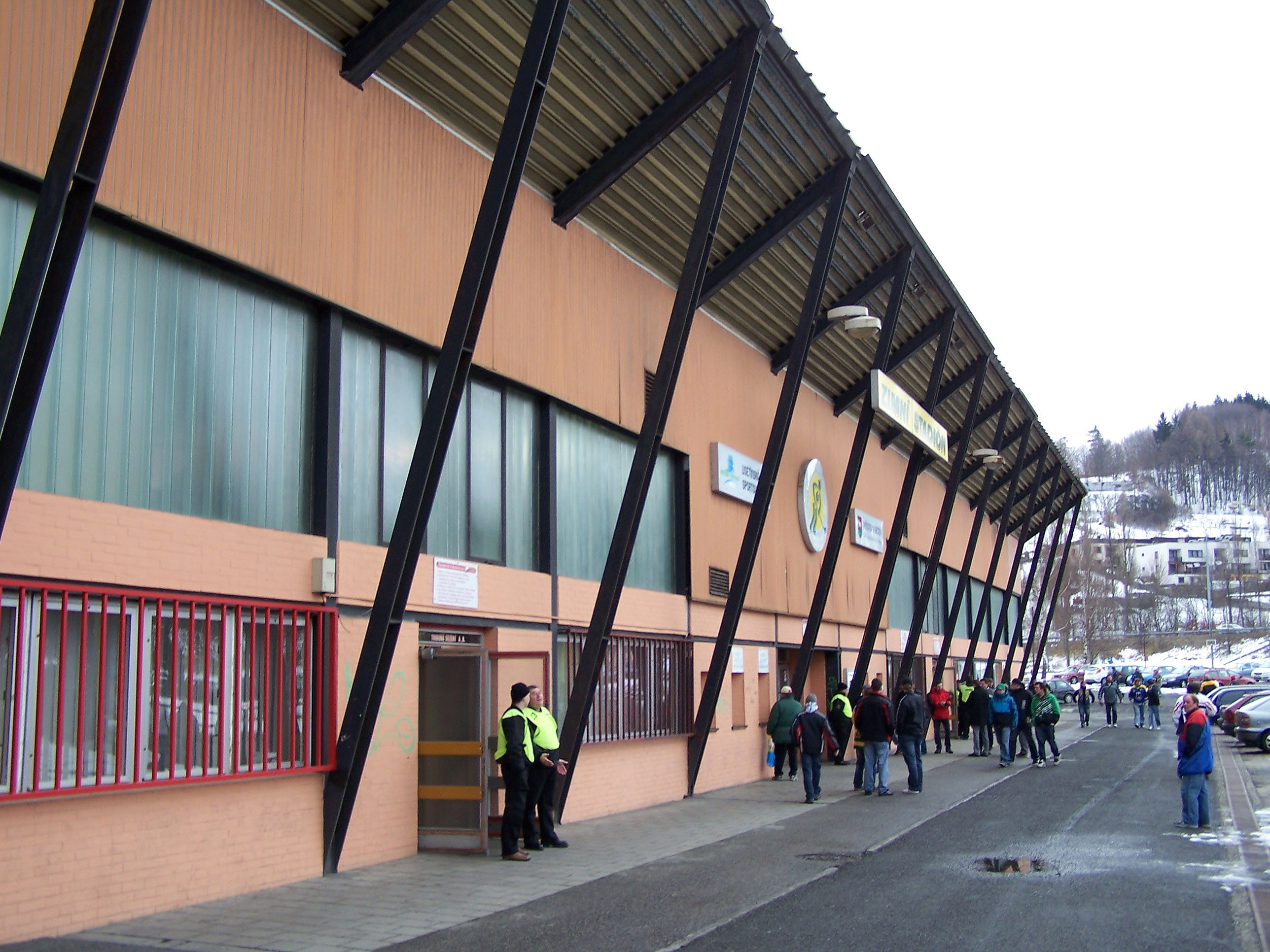
Stadion Na Lapači

Nejznámějším vsetínským sportovním oddílem je hokejový klub dnes nesoucí název VHK ROBE Vsetín. Jeho slavná éra z 90. let 20. století z něj činí jeden z nejúspěšnějších klubů české hokejové historie. Jeho šest mistrovských titulů (1994/95, 1995/96, 1996/97, 1997/98, 1998/99, 2000/01) je stále rekord extraligy, budeme-li brát v potaz jen éru samostatného Česka. Vzestup vsetínského hokeje byl raketový. Roku 1991 se klub prokousal do druhé nejvyšší soutěže, již za dva roky hrál ligu nejvyšší a dokonce ji jako nováček ihned vyhrál, což stalo prvně v historii. Tento úspěch se mu podařilo zopakovat ve čtyřech po sobě následujících sezónách. A po roční přestávce vsetínští přidali ještě titul šestý. Poté však přišel rychlý pád, způsobený ekonomickými a trestněprávními problémy majitele klubu Romana Zubíka. Pět let po posledním ligovém triumfu, roku 2007, byl Vsetín kvůli dluhům vyloučen z extraligy. V letech 2007–2008 byl úplně bez A-mužstva dospělých, v soutěžích byla přihlášena pouze družstva mládežnická. Před sezónou 2008/09 došlo k odkupu licence od Blanska a následné obnově A-mužstva. Devět sezón pak obnovený tým strávil ve třetí nejvyšší soutěži. V roce 2016 klub ohlásil, že je ekonomicky konečně znovu zabezpečen a chce vystoupat zpět mezi elitu. Vzápětí skutečně třetí ligu vyhrál (2016/17) a probojoval se do druhé nejvyšší soutěže. K postupu z ní byl nejblíže v sezóně 2021/22, kdy se dostal až do jejího finále, leč podlehl Dukle Jihlava. Své domácí zápasy klub odehrává na zimním stadionu Na Lapači s kapacitou 5 400 diváků. Během slavné éry jeho dres oblékala řada legendárních hokejistů: Roman Čechmánek, Antonín Stavjaňa, Jiří Dopita, Pavel Patera, Martin Procházka, Bedřich Ščerban, Radek Bělohlav, Michal Broš, Oto Haščák, Jiří Hudler, Ondřej Kratěna nebo Rostislav Vlach.
Ženy klubu Florbal Vsetín (dříve TJ MEZ Vsetín) nakoukly na dvě sezóny do nejvyšší soutěže (2002/03, 2004/05), ovšem v roce 2020 ženský oddíl zanikl. Muži hrají divizi. Na divizní úrovni působí i fotbalisté FC Vsetín. V minulosti strávil klub deset sezón v druhé nejvyšší soutěži. Své domácí zápasy odehrává na fotbalovém stadionu na Tyršově ulici s kapacitou 1000 diváků. Nohejbal klub Vsetín pořádá tradiční turnaj Austin Cup. Mužskou házenou provozuje Klub házené Vsetín na úrovni 1.ligy. Ženský volejbal reprezentuje VK Austin Vsetín. Ve městě působí i Hokejbalový klub Vsetín.

## Školství
Ve Vsetíně se nachází síť mateřských, základních škol a základní umělecká škola.
Nachází se zde soukromá střední škola Kostka, gymnázium, střední zdravotnická škola, střední průmyslová škola strojnická a střední odborná škola Josefa Sousedíka.
Ve městě se nachází vyšší odborná škola zdravotnická a vysoká škola Humanitas.

## Doprava
Přes Vsetín vede od Valašského Meziříčí železniční Trať 280, jeden z hlavních tahů překonávajících dále Beskydy a spojujících Česko se Slovenskem, a odbočuje zde Trať 282 do Velkých Karlovic, na území Vsetína má železnice jednu stanici. Ve stejných třech směrech vedou přes Vsetín i silnice: silnice I/57 od Valašského Meziříčí přes Vsetín na Horní Lideč, silnice II/487 směrem na Velké Karlovice, navíc ještě silnice I/69 do Vizovic a další silnice menšího významu.
V listopadu 2021 začala dlouho plánovaná rekonstrukce vsetínského nádraží a jeho blízkého okolí. Celkové náklady za železniční stanici činí přes 3 miliardy korun, přičemž hlavním investorem je Správa železnic. K nově vzniklým bezbariérovým nástupištím vede podchod propojující mimo jiné nádraží s podzemním parkovištěm Smetanovy obchodní galerie. Stará odbavovací hala byla zbourána a postavena nová. Slavnostní otevření nového nádraží proběhlo v květnu 2024. Rozsáhlý projekt, jehož je rekonstrukce nádraží součástí, také zahrnuje výstavbu nového parkovacího domu s kapacitou 310 stání.
Ve Vsetíně je provozována síť městské autobusové dopravy. Městskou i regionální dopravu zajišťuje především dopravní společnost Z-Group bus a. s. – Divize Morava (dříve společnost ČSAD Vsetín a.s.), která má sídlo ve Zlíně.

## Osobnosti
- Matouš Václavek (1842–1908), spisovatel
- Karel Bubela (1846–1908), podnikatel a politik, poslanec zemského sněmu
- Michal Urbánek (1849–1923), architekt, stavitel
- František Sova (1853–1940), zakladatel vsetínského muzea[27]
- Jan Bubela (1855–1889), český hudební skladatel, botanik, autor herbáře a časopiseckých článků o moravské flóře.
- Karel Bubela mladší (1872–1943), podnikatel a politik, poslanec zemského sněmu
- František Hlavica (1885–1952), akademický malíř
- Emil Hlavica (1887–1952), sochař a grafik
- Richard Pavlík (1889–1966), historik a pedagog
- Josef Sousedík (1894–1944), podnikatel a odbojář
- Rudolf Welt Mandl (1894–1948), objevitel efektu gravitační čočky[28]
- Rudolf Hlavica (1897–1971), sochař a řezbář
- František Hradil (1898–1980), hudební skladatel a pedagog
- Josef Zamazal (1899–1971), malíř
- Záviš Kalandra (1902–1950), historik
- Stanislav Mašata (1903–1948), varhaník a skladatel
- Ludvík Klímek (1907–1959), akademický malíř
- Josef Stelibský (1909–1962), pianista a hudební skladatel
- Erich Kulka (1911–1995), spisovatel, historik a novinář
- Evžen Erban (1912–1994), ministr
- František Vavřínek (1914–1978), pilot RAF
- Vladimír Vlček (1919–1977), režisér a scenárista
- Vladimír Juřík, (1925–1992), partyzán a docent Univerzity Karlovy
- Antonín Pospíšil (1925–2021), katolický kněz.
- Bohumil Peroutka (1926–1969), pedagog, regionální historik a následovník Jana Palacha.
- Jarmila Šuláková (1929–2017), folklorní zpěvačka
- Mirka Pokorná (1930–2017), klavíristka
- Kornelie Němečková (1932–2024), výtvarnice
- Jiljí Hartinger (* 1935), akademický malíř
- Antonín Kaderka (1937–2017), malíř a pedagog
- Mojmír Bártek (* 1942), skladatel a pedagog
- Jindřich Štreit (* 1946), fotograf a pedagog
- Eliška Balzerová (* 1949), herečka
- František Segrado (1955–2021), herec, zpěvák a výtvarník
- Mirek Topolánek (* 1956), politik
- Jiří Homolka (1966–2024), středoškolský pedagog, předseda Klubu českých turistů
- Robert Goláň (* 1971), fotograf
- Roman Vojtek (* 1972), herec
- Martin Hába (* 1973), malíř, výtvarník
- Lenka Zbranková (* 1973), herečka
- Petr Klímek (* 1974), ekonom a pedagog
- Miroslava Obrová (* 1975), paraatletka[29][30][31]
- Tomáš Paprstka (* 1992), cyklokrosař

## Zajímavosti
- Roku 1865 dorazili do Texasu vsetínští imigranti a založili tam osadu jménem Vsetin. Osada se tam nachází dodnes, asi 115 km jihovýchodně od Austinu. Austin je mimo jiné významná firma působící ve Vsetíně.[32]
- Tomáš Garrigue Masaryk navštěvoval město často ještě jako profesor a poslanec vídeňské říšské rady za Valašsko.[33] Jako prezident Československa navštívil město 24. června 1928.[34]

## Partnerská města
Partnerskými městy Vsetína jsou (v závorce je uvedeno datum podepsání partnerské dohody):
- Stará Ľubovňa, Slovensko (1986)
- Mödling, Rakousko (1993)
- Trenčianske Teplice, Slovensko
- Bytom, Polsko (2004)
- Vrgorac, Chorvatsko (2008)